# Hindrich Hasenberger
Hindrich Hasenberger var en svensk narr. 
Hasenberger var troligen ursprungligen av romsk börd. Han var narr i tjänst hos riksmarsken Carl Gustaf Wrangel. Han är känd från en rad porträtt av David Klöcker Ehrenstrahl, som avporträtterade honom i olika situationer 1651–1652.